# Iglesia de Nuestra Señora de la Candelaria (La Oliva)
La iglesia de Nuestra Señora de la Candelaria está ubicada en el municipio de La Oliva, isla de Fuerteventura (Canarias, España).

## Estructura
Es una obra mudéjar y popular iniciada a finales del siglo XVI que presenta las formas peculiares de la arquitectura local. Se trata de un edificio de planta rectangular con pequeña sacristía anexa al lado derecho. Consta de tres naves con sendas capillas, cubiertas a dos aguas. En su interior alberga una interesante colección de bienes muebles vinculados, entre los que destaca el políptico del Retablo Mayor, obra de uno de los mejores pintores barrocos de Canarias, Juan de Miranda Cejas (1723-1805). A lo largo de su dilatada trayectoria como lugar de culto, este templo ha tenido una relación directa con la familia Cabrera, linaje de los coroneles de la isla. Fue declarada Bien de Interés Cultural (BIC) en 1993.
El pavimento es de losas de cantería del país y la cubierta es una sencilla armadura de par e hilera con cuatro tirantes de vigas simples. 
La fachada se adapta a la cubierta de dos aguas del edificio y está centrada por la puerta principal con arcada de medio punto. Todo el exterior está enjalbegado, salvo la espadaña de un hueco que se levanta en el lado izquierdo de la fachada y es de la denominada piedra “molinera”. En la pared del lado de la Epístola se abre una segunda puerta, con arco de medio punto. 
La pequeña sacristía, por su parte, tiene acceso desde el lado derecho del altar mayor y comunica directamente con la plaza a través de una puerta; su cubierta es a cuatro aguas e independiente de la del resto de la ermita.